# Доббса тема
Те́ма До́ббса — тема в шаховій композиції ортодоксального жанру. Суть теми — повинно бути щонайменше дві пари варіантів, причому в одній парі проходить розв'язування білої, чи білих фігур, а в другій парі варіантів повинно бути взяття цих фігур з шахом білому королю.

## Історія
Вперше ідея виражена Г. Доббсом в добу існування міжнародного шахового об'єднання "Good Companions", яке функціонувало в 1913—1924 роках в США із центром у Філадельфії.
В задачі після вступного ходу білих виникають чотири варіанти захисту чорних. В одній парі варіантів чорні розв'язують тематичні білі фігури і вони оголошують мати. в другій парі варіантів ці тематичні фігури беруться чорними з оголошенням шаху білому королю, у відповідь білі оголошують мат.
Ідея зацікавила багатьох проблемістів світу, тому часто можна було побачити публікації задач з таким задумом. Ідея дістала назву за прізвищем першовідкривача — тема Доббса.
|   | a | b | c | d | e | f | g | h |   |
| 8 | a8 білий слон · c7 білий король · g7 білий слон · e5 білий кінь · h5 біла тура · c4 чорний пішак · d4 чорний король · f4 чорний ферзь · a3 білий ферзь · h3 чорний кінь | a8 білий слон · c7 білий король · g7 білий слон · e5 білий кінь · h5 біла тура · c4 чорний пішак · d4 чорний король · f4 чорний ферзь · a3 білий ферзь · h3 чорний кінь | a8 білий слон · c7 білий король · g7 білий слон · e5 білий кінь · h5 біла тура · c4 чорний пішак · d4 чорний король · f4 чорний ферзь · a3 білий ферзь · h3 чорний кінь | a8 білий слон · c7 білий король · g7 білий слон · e5 білий кінь · h5 біла тура · c4 чорний пішак · d4 чорний король · f4 чорний ферзь · a3 білий ферзь · h3 чорний кінь | a8 білий слон · c7 білий король · g7 білий слон · e5 білий кінь · h5 біла тура · c4 чорний пішак · d4 чорний король · f4 чорний ферзь · a3 білий ферзь · h3 чорний кінь | a8 білий слон · c7 білий король · g7 білий слон · e5 білий кінь · h5 біла тура · c4 чорний пішак · d4 чорний король · f4 чорний ферзь · a3 білий ферзь · h3 чорний кінь | a8 білий слон · c7 білий король · g7 білий слон · e5 білий кінь · h5 біла тура · c4 чорний пішак · d4 чорний король · f4 чорний ферзь · a3 білий ферзь · h3 чорний кінь | a8 білий слон · c7 білий король · g7 білий слон · e5 білий кінь · h5 біла тура · c4 чорний пішак · d4 чорний король · f4 чорний ферзь · a3 білий ферзь · h3 чорний кінь | 8 |
| 7 | a8 білий слон · c7 білий король · g7 білий слон · e5 білий кінь · h5 біла тура · c4 чорний пішак · d4 чорний король · f4 чорний ферзь · a3 білий ферзь · h3 чорний кінь | a8 білий слон · c7 білий король · g7 білий слон · e5 білий кінь · h5 біла тура · c4 чорний пішак · d4 чорний король · f4 чорний ферзь · a3 білий ферзь · h3 чорний кінь | a8 білий слон · c7 білий король · g7 білий слон · e5 білий кінь · h5 біла тура · c4 чорний пішак · d4 чорний король · f4 чорний ферзь · a3 білий ферзь · h3 чорний кінь | a8 білий слон · c7 білий король · g7 білий слон · e5 білий кінь · h5 біла тура · c4 чорний пішак · d4 чорний король · f4 чорний ферзь · a3 білий ферзь · h3 чорний кінь | a8 білий слон · c7 білий король · g7 білий слон · e5 білий кінь · h5 біла тура · c4 чорний пішак · d4 чорний король · f4 чорний ферзь · a3 білий ферзь · h3 чорний кінь | a8 білий слон · c7 білий король · g7 білий слон · e5 білий кінь · h5 біла тура · c4 чорний пішак · d4 чорний король · f4 чорний ферзь · a3 білий ферзь · h3 чорний кінь | a8 білий слон · c7 білий король · g7 білий слон · e5 білий кінь · h5 біла тура · c4 чорний пішак · d4 чорний король · f4 чорний ферзь · a3 білий ферзь · h3 чорний кінь | a8 білий слон · c7 білий король · g7 білий слон · e5 білий кінь · h5 біла тура · c4 чорний пішак · d4 чорний король · f4 чорний ферзь · a3 білий ферзь · h3 чорний кінь | 7 |
| 6 | a8 білий слон · c7 білий король · g7 білий слон · e5 білий кінь · h5 біла тура · c4 чорний пішак · d4 чорний король · f4 чорний ферзь · a3 білий ферзь · h3 чорний кінь | a8 білий слон · c7 білий король · g7 білий слон · e5 білий кінь · h5 біла тура · c4 чорний пішак · d4 чорний король · f4 чорний ферзь · a3 білий ферзь · h3 чорний кінь | a8 білий слон · c7 білий король · g7 білий слон · e5 білий кінь · h5 біла тура · c4 чорний пішак · d4 чорний король · f4 чорний ферзь · a3 білий ферзь · h3 чорний кінь | a8 білий слон · c7 білий король · g7 білий слон · e5 білий кінь · h5 біла тура · c4 чорний пішак · d4 чорний король · f4 чорний ферзь · a3 білий ферзь · h3 чорний кінь | a8 білий слон · c7 білий король · g7 білий слон · e5 білий кінь · h5 біла тура · c4 чорний пішак · d4 чорний король · f4 чорний ферзь · a3 білий ферзь · h3 чорний кінь | a8 білий слон · c7 білий король · g7 білий слон · e5 білий кінь · h5 біла тура · c4 чорний пішак · d4 чорний король · f4 чорний ферзь · a3 білий ферзь · h3 чорний кінь | a8 білий слон · c7 білий король · g7 білий слон · e5 білий кінь · h5 біла тура · c4 чорний пішак · d4 чорний король · f4 чорний ферзь · a3 білий ферзь · h3 чорний кінь | a8 білий слон · c7 білий король · g7 білий слон · e5 білий кінь · h5 біла тура · c4 чорний пішак · d4 чорний король · f4 чорний ферзь · a3 білий ферзь · h3 чорний кінь | 6 |
| 5 | a8 білий слон · c7 білий король · g7 білий слон · e5 білий кінь · h5 біла тура · c4 чорний пішак · d4 чорний король · f4 чорний ферзь · a3 білий ферзь · h3 чорний кінь | a8 білий слон · c7 білий король · g7 білий слон · e5 білий кінь · h5 біла тура · c4 чорний пішак · d4 чорний король · f4 чорний ферзь · a3 білий ферзь · h3 чорний кінь | a8 білий слон · c7 білий король · g7 білий слон · e5 білий кінь · h5 біла тура · c4 чорний пішак · d4 чорний король · f4 чорний ферзь · a3 білий ферзь · h3 чорний кінь | a8 білий слон · c7 білий король · g7 білий слон · e5 білий кінь · h5 біла тура · c4 чорний пішак · d4 чорний король · f4 чорний ферзь · a3 білий ферзь · h3 чорний кінь | a8 білий слон · c7 білий король · g7 білий слон · e5 білий кінь · h5 біла тура · c4 чорний пішак · d4 чорний король · f4 чорний ферзь · a3 білий ферзь · h3 чорний кінь | a8 білий слон · c7 білий король · g7 білий слон · e5 білий кінь · h5 біла тура · c4 чорний пішак · d4 чорний король · f4 чорний ферзь · a3 білий ферзь · h3 чорний кінь | a8 білий слон · c7 білий король · g7 білий слон · e5 білий кінь · h5 біла тура · c4 чорний пішак · d4 чорний король · f4 чорний ферзь · a3 білий ферзь · h3 чорний кінь | a8 білий слон · c7 білий король · g7 білий слон · e5 білий кінь · h5 біла тура · c4 чорний пішак · d4 чорний король · f4 чорний ферзь · a3 білий ферзь · h3 чорний кінь | 5 |
| 4 | a8 білий слон · c7 білий король · g7 білий слон · e5 білий кінь · h5 біла тура · c4 чорний пішак · d4 чорний король · f4 чорний ферзь · a3 білий ферзь · h3 чорний кінь | a8 білий слон · c7 білий король · g7 білий слон · e5 білий кінь · h5 біла тура · c4 чорний пішак · d4 чорний король · f4 чорний ферзь · a3 білий ферзь · h3 чорний кінь | a8 білий слон · c7 білий король · g7 білий слон · e5 білий кінь · h5 біла тура · c4 чорний пішак · d4 чорний король · f4 чорний ферзь · a3 білий ферзь · h3 чорний кінь | a8 білий слон · c7 білий король · g7 білий слон · e5 білий кінь · h5 біла тура · c4 чорний пішак · d4 чорний король · f4 чорний ферзь · a3 білий ферзь · h3 чорний кінь | a8 білий слон · c7 білий король · g7 білий слон · e5 білий кінь · h5 біла тура · c4 чорний пішак · d4 чорний король · f4 чорний ферзь · a3 білий ферзь · h3 чорний кінь | a8 білий слон · c7 білий король · g7 білий слон · e5 білий кінь · h5 біла тура · c4 чорний пішак · d4 чорний король · f4 чорний ферзь · a3 білий ферзь · h3 чорний кінь | a8 білий слон · c7 білий король · g7 білий слон · e5 білий кінь · h5 біла тура · c4 чорний пішак · d4 чорний король · f4 чорний ферзь · a3 білий ферзь · h3 чорний кінь | a8 білий слон · c7 білий король · g7 білий слон · e5 білий кінь · h5 біла тура · c4 чорний пішак · d4 чорний король · f4 чорний ферзь · a3 білий ферзь · h3 чорний кінь | 4 |
| 3 | a8 білий слон · c7 білий король · g7 білий слон · e5 білий кінь · h5 біла тура · c4 чорний пішак · d4 чорний король · f4 чорний ферзь · a3 білий ферзь · h3 чорний кінь | a8 білий слон · c7 білий король · g7 білий слон · e5 білий кінь · h5 біла тура · c4 чорний пішак · d4 чорний король · f4 чорний ферзь · a3 білий ферзь · h3 чорний кінь | a8 білий слон · c7 білий король · g7 білий слон · e5 білий кінь · h5 біла тура · c4 чорний пішак · d4 чорний король · f4 чорний ферзь · a3 білий ферзь · h3 чорний кінь | a8 білий слон · c7 білий король · g7 білий слон · e5 білий кінь · h5 біла тура · c4 чорний пішак · d4 чорний король · f4 чорний ферзь · a3 білий ферзь · h3 чорний кінь | a8 білий слон · c7 білий король · g7 білий слон · e5 білий кінь · h5 біла тура · c4 чорний пішак · d4 чорний король · f4 чорний ферзь · a3 білий ферзь · h3 чорний кінь | a8 білий слон · c7 білий король · g7 білий слон · e5 білий кінь · h5 біла тура · c4 чорний пішак · d4 чорний король · f4 чорний ферзь · a3 білий ферзь · h3 чорний кінь | a8 білий слон · c7 білий король · g7 білий слон · e5 білий кінь · h5 біла тура · c4 чорний пішак · d4 чорний король · f4 чорний ферзь · a3 білий ферзь · h3 чорний кінь | a8 білий слон · c7 білий король · g7 білий слон · e5 білий кінь · h5 біла тура · c4 чорний пішак · d4 чорний король · f4 чорний ферзь · a3 білий ферзь · h3 чорний кінь | 3 |
| 2 | a8 білий слон · c7 білий король · g7 білий слон · e5 білий кінь · h5 біла тура · c4 чорний пішак · d4 чорний король · f4 чорний ферзь · a3 білий ферзь · h3 чорний кінь | a8 білий слон · c7 білий король · g7 білий слон · e5 білий кінь · h5 біла тура · c4 чорний пішак · d4 чорний король · f4 чорний ферзь · a3 білий ферзь · h3 чорний кінь | a8 білий слон · c7 білий король · g7 білий слон · e5 білий кінь · h5 біла тура · c4 чорний пішак · d4 чорний король · f4 чорний ферзь · a3 білий ферзь · h3 чорний кінь | a8 білий слон · c7 білий король · g7 білий слон · e5 білий кінь · h5 біла тура · c4 чорний пішак · d4 чорний король · f4 чорний ферзь · a3 білий ферзь · h3 чорний кінь | a8 білий слон · c7 білий король · g7 білий слон · e5 білий кінь · h5 біла тура · c4 чорний пішак · d4 чорний король · f4 чорний ферзь · a3 білий ферзь · h3 чорний кінь | a8 білий слон · c7 білий король · g7 білий слон · e5 білий кінь · h5 біла тура · c4 чорний пішак · d4 чорний король · f4 чорний ферзь · a3 білий ферзь · h3 чорний кінь | a8 білий слон · c7 білий король · g7 білий слон · e5 білий кінь · h5 біла тура · c4 чорний пішак · d4 чорний король · f4 чорний ферзь · a3 білий ферзь · h3 чорний кінь | a8 білий слон · c7 білий король · g7 білий слон · e5 білий кінь · h5 біла тура · c4 чорний пішак · d4 чорний король · f4 чорний ферзь · a3 білий ферзь · h3 чорний кінь | 2 |
| 1 | a8 білий слон · c7 білий король · g7 білий слон · e5 білий кінь · h5 біла тура · c4 чорний пішак · d4 чорний король · f4 чорний ферзь · a3 білий ферзь · h3 чорний кінь | a8 білий слон · c7 білий король · g7 білий слон · e5 білий кінь · h5 біла тура · c4 чорний пішак · d4 чорний король · f4 чорний ферзь · a3 білий ферзь · h3 чорний кінь | a8 білий слон · c7 білий король · g7 білий слон · e5 білий кінь · h5 біла тура · c4 чорний пішак · d4 чорний король · f4 чорний ферзь · a3 білий ферзь · h3 чорний кінь | a8 білий слон · c7 білий король · g7 білий слон · e5 білий кінь · h5 біла тура · c4 чорний пішак · d4 чорний король · f4 чорний ферзь · a3 білий ферзь · h3 чорний кінь | a8 білий слон · c7 білий король · g7 білий слон · e5 білий кінь · h5 біла тура · c4 чорний пішак · d4 чорний король · f4 чорний ферзь · a3 білий ферзь · h3 чорний кінь | a8 білий слон · c7 білий король · g7 білий слон · e5 білий кінь · h5 біла тура · c4 чорний пішак · d4 чорний король · f4 чорний ферзь · a3 білий ферзь · h3 чорний кінь | a8 білий слон · c7 білий король · g7 білий слон · e5 білий кінь · h5 біла тура · c4 чорний пішак · d4 чорний король · f4 чорний ферзь · a3 білий ферзь · h3 чорний кінь | a8 білий слон · c7 білий король · g7 білий слон · e5 білий кінь · h5 біла тура · c4 чорний пішак · d4 чорний король · f4 чорний ферзь · a3 білий ферзь · h3 чорний кінь | 1 |
|   | a | b | c | d | e | f | g | h |   |

    1. ... D:e5+  2. L:e5#
1. Th6! ~ 2 Td6#
    1. ... D:e5+ 2 Td6#
1. ... D:h6 2. Sf3#
1. ...  Df7+ 2. S:f7# 
- — - — - — -
1. ...   c3 2. Da7#
Першу тематичну пару, де є взяття із шахом білої тематичної зв'язаної фігури, утворює ілюзорна гра і перший варіант в рішенні. Другу тематичну пару, де є розв'язування цієї білої тематичної фігури, утворює другий і третій варіант у рішенні.
|   | a | b | c | d | e | f | g | h |   |
| 8 | f8 білий слон · a7 білий король · b7 чорний пішак · g7 чорний пішак · g6 білий ферзь · h6 чорна тура · g5 білий пішак · a4 чорний король · c4 білий слон · h4 біла тура · a3 чорний пішак · b3 білий кінь · c3 білий пішак · b2 чорна тура · d2 чорний пішак · b1 чорний кінь · d1 білий кінь | f8 білий слон · a7 білий король · b7 чорний пішак · g7 чорний пішак · g6 білий ферзь · h6 чорна тура · g5 білий пішак · a4 чорний король · c4 білий слон · h4 біла тура · a3 чорний пішак · b3 білий кінь · c3 білий пішак · b2 чорна тура · d2 чорний пішак · b1 чорний кінь · d1 білий кінь | f8 білий слон · a7 білий король · b7 чорний пішак · g7 чорний пішак · g6 білий ферзь · h6 чорна тура · g5 білий пішак · a4 чорний король · c4 білий слон · h4 біла тура · a3 чорний пішак · b3 білий кінь · c3 білий пішак · b2 чорна тура · d2 чорний пішак · b1 чорний кінь · d1 білий кінь | f8 білий слон · a7 білий король · b7 чорний пішак · g7 чорний пішак · g6 білий ферзь · h6 чорна тура · g5 білий пішак · a4 чорний король · c4 білий слон · h4 біла тура · a3 чорний пішак · b3 білий кінь · c3 білий пішак · b2 чорна тура · d2 чорний пішак · b1 чорний кінь · d1 білий кінь | f8 білий слон · a7 білий король · b7 чорний пішак · g7 чорний пішак · g6 білий ферзь · h6 чорна тура · g5 білий пішак · a4 чорний король · c4 білий слон · h4 біла тура · a3 чорний пішак · b3 білий кінь · c3 білий пішак · b2 чорна тура · d2 чорний пішак · b1 чорний кінь · d1 білий кінь | f8 білий слон · a7 білий король · b7 чорний пішак · g7 чорний пішак · g6 білий ферзь · h6 чорна тура · g5 білий пішак · a4 чорний король · c4 білий слон · h4 біла тура · a3 чорний пішак · b3 білий кінь · c3 білий пішак · b2 чорна тура · d2 чорний пішак · b1 чорний кінь · d1 білий кінь | f8 білий слон · a7 білий король · b7 чорний пішак · g7 чорний пішак · g6 білий ферзь · h6 чорна тура · g5 білий пішак · a4 чорний король · c4 білий слон · h4 біла тура · a3 чорний пішак · b3 білий кінь · c3 білий пішак · b2 чорна тура · d2 чорний пішак · b1 чорний кінь · d1 білий кінь | f8 білий слон · a7 білий король · b7 чорний пішак · g7 чорний пішак · g6 білий ферзь · h6 чорна тура · g5 білий пішак · a4 чорний король · c4 білий слон · h4 біла тура · a3 чорний пішак · b3 білий кінь · c3 білий пішак · b2 чорна тура · d2 чорний пішак · b1 чорний кінь · d1 білий кінь | 8 |
| 7 | f8 білий слон · a7 білий король · b7 чорний пішак · g7 чорний пішак · g6 білий ферзь · h6 чорна тура · g5 білий пішак · a4 чорний король · c4 білий слон · h4 біла тура · a3 чорний пішак · b3 білий кінь · c3 білий пішак · b2 чорна тура · d2 чорний пішак · b1 чорний кінь · d1 білий кінь | f8 білий слон · a7 білий король · b7 чорний пішак · g7 чорний пішак · g6 білий ферзь · h6 чорна тура · g5 білий пішак · a4 чорний король · c4 білий слон · h4 біла тура · a3 чорний пішак · b3 білий кінь · c3 білий пішак · b2 чорна тура · d2 чорний пішак · b1 чорний кінь · d1 білий кінь | f8 білий слон · a7 білий король · b7 чорний пішак · g7 чорний пішак · g6 білий ферзь · h6 чорна тура · g5 білий пішак · a4 чорний король · c4 білий слон · h4 біла тура · a3 чорний пішак · b3 білий кінь · c3 білий пішак · b2 чорна тура · d2 чорний пішак · b1 чорний кінь · d1 білий кінь | f8 білий слон · a7 білий король · b7 чорний пішак · g7 чорний пішак · g6 білий ферзь · h6 чорна тура · g5 білий пішак · a4 чорний король · c4 білий слон · h4 біла тура · a3 чорний пішак · b3 білий кінь · c3 білий пішак · b2 чорна тура · d2 чорний пішак · b1 чорний кінь · d1 білий кінь | f8 білий слон · a7 білий король · b7 чорний пішак · g7 чорний пішак · g6 білий ферзь · h6 чорна тура · g5 білий пішак · a4 чорний король · c4 білий слон · h4 біла тура · a3 чорний пішак · b3 білий кінь · c3 білий пішак · b2 чорна тура · d2 чорний пішак · b1 чорний кінь · d1 білий кінь | f8 білий слон · a7 білий король · b7 чорний пішак · g7 чорний пішак · g6 білий ферзь · h6 чорна тура · g5 білий пішак · a4 чорний король · c4 білий слон · h4 біла тура · a3 чорний пішак · b3 білий кінь · c3 білий пішак · b2 чорна тура · d2 чорний пішак · b1 чорний кінь · d1 білий кінь | f8 білий слон · a7 білий король · b7 чорний пішак · g7 чорний пішак · g6 білий ферзь · h6 чорна тура · g5 білий пішак · a4 чорний король · c4 білий слон · h4 біла тура · a3 чорний пішак · b3 білий кінь · c3 білий пішак · b2 чорна тура · d2 чорний пішак · b1 чорний кінь · d1 білий кінь | f8 білий слон · a7 білий король · b7 чорний пішак · g7 чорний пішак · g6 білий ферзь · h6 чорна тура · g5 білий пішак · a4 чорний король · c4 білий слон · h4 біла тура · a3 чорний пішак · b3 білий кінь · c3 білий пішак · b2 чорна тура · d2 чорний пішак · b1 чорний кінь · d1 білий кінь | 7 |
| 6 | f8 білий слон · a7 білий король · b7 чорний пішак · g7 чорний пішак · g6 білий ферзь · h6 чорна тура · g5 білий пішак · a4 чорний король · c4 білий слон · h4 біла тура · a3 чорний пішак · b3 білий кінь · c3 білий пішак · b2 чорна тура · d2 чорний пішак · b1 чорний кінь · d1 білий кінь | f8 білий слон · a7 білий король · b7 чорний пішак · g7 чорний пішак · g6 білий ферзь · h6 чорна тура · g5 білий пішак · a4 чорний король · c4 білий слон · h4 біла тура · a3 чорний пішак · b3 білий кінь · c3 білий пішак · b2 чорна тура · d2 чорний пішак · b1 чорний кінь · d1 білий кінь | f8 білий слон · a7 білий король · b7 чорний пішак · g7 чорний пішак · g6 білий ферзь · h6 чорна тура · g5 білий пішак · a4 чорний король · c4 білий слон · h4 біла тура · a3 чорний пішак · b3 білий кінь · c3 білий пішак · b2 чорна тура · d2 чорний пішак · b1 чорний кінь · d1 білий кінь | f8 білий слон · a7 білий король · b7 чорний пішак · g7 чорний пішак · g6 білий ферзь · h6 чорна тура · g5 білий пішак · a4 чорний король · c4 білий слон · h4 біла тура · a3 чорний пішак · b3 білий кінь · c3 білий пішак · b2 чорна тура · d2 чорний пішак · b1 чорний кінь · d1 білий кінь | f8 білий слон · a7 білий король · b7 чорний пішак · g7 чорний пішак · g6 білий ферзь · h6 чорна тура · g5 білий пішак · a4 чорний король · c4 білий слон · h4 біла тура · a3 чорний пішак · b3 білий кінь · c3 білий пішак · b2 чорна тура · d2 чорний пішак · b1 чорний кінь · d1 білий кінь | f8 білий слон · a7 білий король · b7 чорний пішак · g7 чорний пішак · g6 білий ферзь · h6 чорна тура · g5 білий пішак · a4 чорний король · c4 білий слон · h4 біла тура · a3 чорний пішак · b3 білий кінь · c3 білий пішак · b2 чорна тура · d2 чорний пішак · b1 чорний кінь · d1 білий кінь | f8 білий слон · a7 білий король · b7 чорний пішак · g7 чорний пішак · g6 білий ферзь · h6 чорна тура · g5 білий пішак · a4 чорний король · c4 білий слон · h4 біла тура · a3 чорний пішак · b3 білий кінь · c3 білий пішак · b2 чорна тура · d2 чорний пішак · b1 чорний кінь · d1 білий кінь | f8 білий слон · a7 білий король · b7 чорний пішак · g7 чорний пішак · g6 білий ферзь · h6 чорна тура · g5 білий пішак · a4 чорний король · c4 білий слон · h4 біла тура · a3 чорний пішак · b3 білий кінь · c3 білий пішак · b2 чорна тура · d2 чорний пішак · b1 чорний кінь · d1 білий кінь | 6 |
| 5 | f8 білий слон · a7 білий король · b7 чорний пішак · g7 чорний пішак · g6 білий ферзь · h6 чорна тура · g5 білий пішак · a4 чорний король · c4 білий слон · h4 біла тура · a3 чорний пішак · b3 білий кінь · c3 білий пішак · b2 чорна тура · d2 чорний пішак · b1 чорний кінь · d1 білий кінь | f8 білий слон · a7 білий король · b7 чорний пішак · g7 чорний пішак · g6 білий ферзь · h6 чорна тура · g5 білий пішак · a4 чорний король · c4 білий слон · h4 біла тура · a3 чорний пішак · b3 білий кінь · c3 білий пішак · b2 чорна тура · d2 чорний пішак · b1 чорний кінь · d1 білий кінь | f8 білий слон · a7 білий король · b7 чорний пішак · g7 чорний пішак · g6 білий ферзь · h6 чорна тура · g5 білий пішак · a4 чорний король · c4 білий слон · h4 біла тура · a3 чорний пішак · b3 білий кінь · c3 білий пішак · b2 чорна тура · d2 чорний пішак · b1 чорний кінь · d1 білий кінь | f8 білий слон · a7 білий король · b7 чорний пішак · g7 чорний пішак · g6 білий ферзь · h6 чорна тура · g5 білий пішак · a4 чорний король · c4 білий слон · h4 біла тура · a3 чорний пішак · b3 білий кінь · c3 білий пішак · b2 чорна тура · d2 чорний пішак · b1 чорний кінь · d1 білий кінь | f8 білий слон · a7 білий король · b7 чорний пішак · g7 чорний пішак · g6 білий ферзь · h6 чорна тура · g5 білий пішак · a4 чорний король · c4 білий слон · h4 біла тура · a3 чорний пішак · b3 білий кінь · c3 білий пішак · b2 чорна тура · d2 чорний пішак · b1 чорний кінь · d1 білий кінь | f8 білий слон · a7 білий король · b7 чорний пішак · g7 чорний пішак · g6 білий ферзь · h6 чорна тура · g5 білий пішак · a4 чорний король · c4 білий слон · h4 біла тура · a3 чорний пішак · b3 білий кінь · c3 білий пішак · b2 чорна тура · d2 чорний пішак · b1 чорний кінь · d1 білий кінь | f8 білий слон · a7 білий король · b7 чорний пішак · g7 чорний пішак · g6 білий ферзь · h6 чорна тура · g5 білий пішак · a4 чорний король · c4 білий слон · h4 біла тура · a3 чорний пішак · b3 білий кінь · c3 білий пішак · b2 чорна тура · d2 чорний пішак · b1 чорний кінь · d1 білий кінь | f8 білий слон · a7 білий король · b7 чорний пішак · g7 чорний пішак · g6 білий ферзь · h6 чорна тура · g5 білий пішак · a4 чорний король · c4 білий слон · h4 біла тура · a3 чорний пішак · b3 білий кінь · c3 білий пішак · b2 чорна тура · d2 чорний пішак · b1 чорний кінь · d1 білий кінь | 5 |
| 4 | f8 білий слон · a7 білий король · b7 чорний пішак · g7 чорний пішак · g6 білий ферзь · h6 чорна тура · g5 білий пішак · a4 чорний король · c4 білий слон · h4 біла тура · a3 чорний пішак · b3 білий кінь · c3 білий пішак · b2 чорна тура · d2 чорний пішак · b1 чорний кінь · d1 білий кінь | f8 білий слон · a7 білий король · b7 чорний пішак · g7 чорний пішак · g6 білий ферзь · h6 чорна тура · g5 білий пішак · a4 чорний король · c4 білий слон · h4 біла тура · a3 чорний пішак · b3 білий кінь · c3 білий пішак · b2 чорна тура · d2 чорний пішак · b1 чорний кінь · d1 білий кінь | f8 білий слон · a7 білий король · b7 чорний пішак · g7 чорний пішак · g6 білий ферзь · h6 чорна тура · g5 білий пішак · a4 чорний король · c4 білий слон · h4 біла тура · a3 чорний пішак · b3 білий кінь · c3 білий пішак · b2 чорна тура · d2 чорний пішак · b1 чорний кінь · d1 білий кінь | f8 білий слон · a7 білий король · b7 чорний пішак · g7 чорний пішак · g6 білий ферзь · h6 чорна тура · g5 білий пішак · a4 чорний король · c4 білий слон · h4 біла тура · a3 чорний пішак · b3 білий кінь · c3 білий пішак · b2 чорна тура · d2 чорний пішак · b1 чорний кінь · d1 білий кінь | f8 білий слон · a7 білий король · b7 чорний пішак · g7 чорний пішак · g6 білий ферзь · h6 чорна тура · g5 білий пішак · a4 чорний король · c4 білий слон · h4 біла тура · a3 чорний пішак · b3 білий кінь · c3 білий пішак · b2 чорна тура · d2 чорний пішак · b1 чорний кінь · d1 білий кінь | f8 білий слон · a7 білий король · b7 чорний пішак · g7 чорний пішак · g6 білий ферзь · h6 чорна тура · g5 білий пішак · a4 чорний король · c4 білий слон · h4 біла тура · a3 чорний пішак · b3 білий кінь · c3 білий пішак · b2 чорна тура · d2 чорний пішак · b1 чорний кінь · d1 білий кінь | f8 білий слон · a7 білий король · b7 чорний пішак · g7 чорний пішак · g6 білий ферзь · h6 чорна тура · g5 білий пішак · a4 чорний король · c4 білий слон · h4 біла тура · a3 чорний пішак · b3 білий кінь · c3 білий пішак · b2 чорна тура · d2 чорний пішак · b1 чорний кінь · d1 білий кінь | f8 білий слон · a7 білий король · b7 чорний пішак · g7 чорний пішак · g6 білий ферзь · h6 чорна тура · g5 білий пішак · a4 чорний король · c4 білий слон · h4 біла тура · a3 чорний пішак · b3 білий кінь · c3 білий пішак · b2 чорна тура · d2 чорний пішак · b1 чорний кінь · d1 білий кінь | 4 |
| 3 | f8 білий слон · a7 білий король · b7 чорний пішак · g7 чорний пішак · g6 білий ферзь · h6 чорна тура · g5 білий пішак · a4 чорний король · c4 білий слон · h4 біла тура · a3 чорний пішак · b3 білий кінь · c3 білий пішак · b2 чорна тура · d2 чорний пішак · b1 чорний кінь · d1 білий кінь | f8 білий слон · a7 білий король · b7 чорний пішак · g7 чорний пішак · g6 білий ферзь · h6 чорна тура · g5 білий пішак · a4 чорний король · c4 білий слон · h4 біла тура · a3 чорний пішак · b3 білий кінь · c3 білий пішак · b2 чорна тура · d2 чорний пішак · b1 чорний кінь · d1 білий кінь | f8 білий слон · a7 білий король · b7 чорний пішак · g7 чорний пішак · g6 білий ферзь · h6 чорна тура · g5 білий пішак · a4 чорний король · c4 білий слон · h4 біла тура · a3 чорний пішак · b3 білий кінь · c3 білий пішак · b2 чорна тура · d2 чорний пішак · b1 чорний кінь · d1 білий кінь | f8 білий слон · a7 білий король · b7 чорний пішак · g7 чорний пішак · g6 білий ферзь · h6 чорна тура · g5 білий пішак · a4 чорний король · c4 білий слон · h4 біла тура · a3 чорний пішак · b3 білий кінь · c3 білий пішак · b2 чорна тура · d2 чорний пішак · b1 чорний кінь · d1 білий кінь | f8 білий слон · a7 білий король · b7 чорний пішак · g7 чорний пішак · g6 білий ферзь · h6 чорна тура · g5 білий пішак · a4 чорний король · c4 білий слон · h4 біла тура · a3 чорний пішак · b3 білий кінь · c3 білий пішак · b2 чорна тура · d2 чорний пішак · b1 чорний кінь · d1 білий кінь | f8 білий слон · a7 білий король · b7 чорний пішак · g7 чорний пішак · g6 білий ферзь · h6 чорна тура · g5 білий пішак · a4 чорний король · c4 білий слон · h4 біла тура · a3 чорний пішак · b3 білий кінь · c3 білий пішак · b2 чорна тура · d2 чорний пішак · b1 чорний кінь · d1 білий кінь | f8 білий слон · a7 білий король · b7 чорний пішак · g7 чорний пішак · g6 білий ферзь · h6 чорна тура · g5 білий пішак · a4 чорний король · c4 білий слон · h4 біла тура · a3 чорний пішак · b3 білий кінь · c3 білий пішак · b2 чорна тура · d2 чорний пішак · b1 чорний кінь · d1 білий кінь | f8 білий слон · a7 білий король · b7 чорний пішак · g7 чорний пішак · g6 білий ферзь · h6 чорна тура · g5 білий пішак · a4 чорний король · c4 білий слон · h4 біла тура · a3 чорний пішак · b3 білий кінь · c3 білий пішак · b2 чорна тура · d2 чорний пішак · b1 чорний кінь · d1 білий кінь | 3 |
| 2 | f8 білий слон · a7 білий король · b7 чорний пішак · g7 чорний пішак · g6 білий ферзь · h6 чорна тура · g5 білий пішак · a4 чорний король · c4 білий слон · h4 біла тура · a3 чорний пішак · b3 білий кінь · c3 білий пішак · b2 чорна тура · d2 чорний пішак · b1 чорний кінь · d1 білий кінь | f8 білий слон · a7 білий король · b7 чорний пішак · g7 чорний пішак · g6 білий ферзь · h6 чорна тура · g5 білий пішак · a4 чорний король · c4 білий слон · h4 біла тура · a3 чорний пішак · b3 білий кінь · c3 білий пішак · b2 чорна тура · d2 чорний пішак · b1 чорний кінь · d1 білий кінь | f8 білий слон · a7 білий король · b7 чорний пішак · g7 чорний пішак · g6 білий ферзь · h6 чорна тура · g5 білий пішак · a4 чорний король · c4 білий слон · h4 біла тура · a3 чорний пішак · b3 білий кінь · c3 білий пішак · b2 чорна тура · d2 чорний пішак · b1 чорний кінь · d1 білий кінь | f8 білий слон · a7 білий король · b7 чорний пішак · g7 чорний пішак · g6 білий ферзь · h6 чорна тура · g5 білий пішак · a4 чорний король · c4 білий слон · h4 біла тура · a3 чорний пішак · b3 білий кінь · c3 білий пішак · b2 чорна тура · d2 чорний пішак · b1 чорний кінь · d1 білий кінь | f8 білий слон · a7 білий король · b7 чорний пішак · g7 чорний пішак · g6 білий ферзь · h6 чорна тура · g5 білий пішак · a4 чорний король · c4 білий слон · h4 біла тура · a3 чорний пішак · b3 білий кінь · c3 білий пішак · b2 чорна тура · d2 чорний пішак · b1 чорний кінь · d1 білий кінь | f8 білий слон · a7 білий король · b7 чорний пішак · g7 чорний пішак · g6 білий ферзь · h6 чорна тура · g5 білий пішак · a4 чорний король · c4 білий слон · h4 біла тура · a3 чорний пішак · b3 білий кінь · c3 білий пішак · b2 чорна тура · d2 чорний пішак · b1 чорний кінь · d1 білий кінь | f8 білий слон · a7 білий король · b7 чорний пішак · g7 чорний пішак · g6 білий ферзь · h6 чорна тура · g5 білий пішак · a4 чорний король · c4 білий слон · h4 біла тура · a3 чорний пішак · b3 білий кінь · c3 білий пішак · b2 чорна тура · d2 чорний пішак · b1 чорний кінь · d1 білий кінь | f8 білий слон · a7 білий король · b7 чорний пішак · g7 чорний пішак · g6 білий ферзь · h6 чорна тура · g5 білий пішак · a4 чорний король · c4 білий слон · h4 біла тура · a3 чорний пішак · b3 білий кінь · c3 білий пішак · b2 чорна тура · d2 чорний пішак · b1 чорний кінь · d1 білий кінь | 2 |
| 1 | f8 білий слон · a7 білий король · b7 чорний пішак · g7 чорний пішак · g6 білий ферзь · h6 чорна тура · g5 білий пішак · a4 чорний король · c4 білий слон · h4 біла тура · a3 чорний пішак · b3 білий кінь · c3 білий пішак · b2 чорна тура · d2 чорний пішак · b1 чорний кінь · d1 білий кінь | f8 білий слон · a7 білий король · b7 чорний пішак · g7 чорний пішак · g6 білий ферзь · h6 чорна тура · g5 білий пішак · a4 чорний король · c4 білий слон · h4 біла тура · a3 чорний пішак · b3 білий кінь · c3 білий пішак · b2 чорна тура · d2 чорний пішак · b1 чорний кінь · d1 білий кінь | f8 білий слон · a7 білий король · b7 чорний пішак · g7 чорний пішак · g6 білий ферзь · h6 чорна тура · g5 білий пішак · a4 чорний король · c4 білий слон · h4 біла тура · a3 чорний пішак · b3 білий кінь · c3 білий пішак · b2 чорна тура · d2 чорний пішак · b1 чорний кінь · d1 білий кінь | f8 білий слон · a7 білий король · b7 чорний пішак · g7 чорний пішак · g6 білий ферзь · h6 чорна тура · g5 білий пішак · a4 чорний король · c4 білий слон · h4 біла тура · a3 чорний пішак · b3 білий кінь · c3 білий пішак · b2 чорна тура · d2 чорний пішак · b1 чорний кінь · d1 білий кінь | f8 білий слон · a7 білий король · b7 чорний пішак · g7 чорний пішак · g6 білий ферзь · h6 чорна тура · g5 білий пішак · a4 чорний король · c4 білий слон · h4 біла тура · a3 чорний пішак · b3 білий кінь · c3 білий пішак · b2 чорна тура · d2 чорний пішак · b1 чорний кінь · d1 білий кінь | f8 білий слон · a7 білий король · b7 чорний пішак · g7 чорний пішак · g6 білий ферзь · h6 чорна тура · g5 білий пішак · a4 чорний король · c4 білий слон · h4 біла тура · a3 чорний пішак · b3 білий кінь · c3 білий пішак · b2 чорна тура · d2 чорний пішак · b1 чорний кінь · d1 білий кінь | f8 білий слон · a7 білий король · b7 чорний пішак · g7 чорний пішак · g6 білий ферзь · h6 чорна тура · g5 білий пішак · a4 чорний король · c4 білий слон · h4 біла тура · a3 чорний пішак · b3 білий кінь · c3 білий пішак · b2 чорна тура · d2 чорний пішак · b1 чорний кінь · d1 білий кінь | f8 білий слон · a7 білий король · b7 чорний пішак · g7 чорний пішак · g6 білий ферзь · h6 чорна тура · g5 білий пішак · a4 чорний король · c4 білий слон · h4 біла тура · a3 чорний пішак · b3 білий кінь · c3 білий пішак · b2 чорна тура · d2 чорний пішак · b1 чорний кінь · d1 білий кінь | 1 |
|   | a | b | c | d | e | f | g | h |   |

1. Kb6!
1. ... T:g6+ 2. Le6#
1. ... T:b3+ 2. Lb5#
1. ... Th~   2. De8#
1. ... Tb~   2. Sc5#
Перша тематична пара варіантів — взяття із шахом білих зв'язаних тематичних фігур, друга тематична пара — розв'язування цих тематичних фігур.
|   | a | b | c | d | e | f | g | h |   |
| 8 | b8 білий кінь · e8 чорна тура · f8 чорний слон · e7 чорний король · f7 білий слон · g7 чорний кінь · b6 чорна тура · d6 біла тура · g6 білий король · e5 чорний пішак · g5 білий кінь · h5 чорний пішак · e4 білий ферзь · h4 білий слон · b1 чорний слон | b8 білий кінь · e8 чорна тура · f8 чорний слон · e7 чорний король · f7 білий слон · g7 чорний кінь · b6 чорна тура · d6 біла тура · g6 білий король · e5 чорний пішак · g5 білий кінь · h5 чорний пішак · e4 білий ферзь · h4 білий слон · b1 чорний слон | b8 білий кінь · e8 чорна тура · f8 чорний слон · e7 чорний король · f7 білий слон · g7 чорний кінь · b6 чорна тура · d6 біла тура · g6 білий король · e5 чорний пішак · g5 білий кінь · h5 чорний пішак · e4 білий ферзь · h4 білий слон · b1 чорний слон | b8 білий кінь · e8 чорна тура · f8 чорний слон · e7 чорний король · f7 білий слон · g7 чорний кінь · b6 чорна тура · d6 біла тура · g6 білий король · e5 чорний пішак · g5 білий кінь · h5 чорний пішак · e4 білий ферзь · h4 білий слон · b1 чорний слон | b8 білий кінь · e8 чорна тура · f8 чорний слон · e7 чорний король · f7 білий слон · g7 чорний кінь · b6 чорна тура · d6 біла тура · g6 білий король · e5 чорний пішак · g5 білий кінь · h5 чорний пішак · e4 білий ферзь · h4 білий слон · b1 чорний слон | b8 білий кінь · e8 чорна тура · f8 чорний слон · e7 чорний король · f7 білий слон · g7 чорний кінь · b6 чорна тура · d6 біла тура · g6 білий король · e5 чорний пішак · g5 білий кінь · h5 чорний пішак · e4 білий ферзь · h4 білий слон · b1 чорний слон | b8 білий кінь · e8 чорна тура · f8 чорний слон · e7 чорний король · f7 білий слон · g7 чорний кінь · b6 чорна тура · d6 біла тура · g6 білий король · e5 чорний пішак · g5 білий кінь · h5 чорний пішак · e4 білий ферзь · h4 білий слон · b1 чорний слон | b8 білий кінь · e8 чорна тура · f8 чорний слон · e7 чорний король · f7 білий слон · g7 чорний кінь · b6 чорна тура · d6 біла тура · g6 білий король · e5 чорний пішак · g5 білий кінь · h5 чорний пішак · e4 білий ферзь · h4 білий слон · b1 чорний слон | 8 |
| 7 | b8 білий кінь · e8 чорна тура · f8 чорний слон · e7 чорний король · f7 білий слон · g7 чорний кінь · b6 чорна тура · d6 біла тура · g6 білий король · e5 чорний пішак · g5 білий кінь · h5 чорний пішак · e4 білий ферзь · h4 білий слон · b1 чорний слон | b8 білий кінь · e8 чорна тура · f8 чорний слон · e7 чорний король · f7 білий слон · g7 чорний кінь · b6 чорна тура · d6 біла тура · g6 білий король · e5 чорний пішак · g5 білий кінь · h5 чорний пішак · e4 білий ферзь · h4 білий слон · b1 чорний слон | b8 білий кінь · e8 чорна тура · f8 чорний слон · e7 чорний король · f7 білий слон · g7 чорний кінь · b6 чорна тура · d6 біла тура · g6 білий король · e5 чорний пішак · g5 білий кінь · h5 чорний пішак · e4 білий ферзь · h4 білий слон · b1 чорний слон | b8 білий кінь · e8 чорна тура · f8 чорний слон · e7 чорний король · f7 білий слон · g7 чорний кінь · b6 чорна тура · d6 біла тура · g6 білий король · e5 чорний пішак · g5 білий кінь · h5 чорний пішак · e4 білий ферзь · h4 білий слон · b1 чорний слон | b8 білий кінь · e8 чорна тура · f8 чорний слон · e7 чорний король · f7 білий слон · g7 чорний кінь · b6 чорна тура · d6 біла тура · g6 білий король · e5 чорний пішак · g5 білий кінь · h5 чорний пішак · e4 білий ферзь · h4 білий слон · b1 чорний слон | b8 білий кінь · e8 чорна тура · f8 чорний слон · e7 чорний король · f7 білий слон · g7 чорний кінь · b6 чорна тура · d6 біла тура · g6 білий король · e5 чорний пішак · g5 білий кінь · h5 чорний пішак · e4 білий ферзь · h4 білий слон · b1 чорний слон | b8 білий кінь · e8 чорна тура · f8 чорний слон · e7 чорний король · f7 білий слон · g7 чорний кінь · b6 чорна тура · d6 біла тура · g6 білий король · e5 чорний пішак · g5 білий кінь · h5 чорний пішак · e4 білий ферзь · h4 білий слон · b1 чорний слон | b8 білий кінь · e8 чорна тура · f8 чорний слон · e7 чорний король · f7 білий слон · g7 чорний кінь · b6 чорна тура · d6 біла тура · g6 білий король · e5 чорний пішак · g5 білий кінь · h5 чорний пішак · e4 білий ферзь · h4 білий слон · b1 чорний слон | 7 |
| 6 | b8 білий кінь · e8 чорна тура · f8 чорний слон · e7 чорний король · f7 білий слон · g7 чорний кінь · b6 чорна тура · d6 біла тура · g6 білий король · e5 чорний пішак · g5 білий кінь · h5 чорний пішак · e4 білий ферзь · h4 білий слон · b1 чорний слон | b8 білий кінь · e8 чорна тура · f8 чорний слон · e7 чорний король · f7 білий слон · g7 чорний кінь · b6 чорна тура · d6 біла тура · g6 білий король · e5 чорний пішак · g5 білий кінь · h5 чорний пішак · e4 білий ферзь · h4 білий слон · b1 чорний слон | b8 білий кінь · e8 чорна тура · f8 чорний слон · e7 чорний король · f7 білий слон · g7 чорний кінь · b6 чорна тура · d6 біла тура · g6 білий король · e5 чорний пішак · g5 білий кінь · h5 чорний пішак · e4 білий ферзь · h4 білий слон · b1 чорний слон | b8 білий кінь · e8 чорна тура · f8 чорний слон · e7 чорний король · f7 білий слон · g7 чорний кінь · b6 чорна тура · d6 біла тура · g6 білий король · e5 чорний пішак · g5 білий кінь · h5 чорний пішак · e4 білий ферзь · h4 білий слон · b1 чорний слон | b8 білий кінь · e8 чорна тура · f8 чорний слон · e7 чорний король · f7 білий слон · g7 чорний кінь · b6 чорна тура · d6 біла тура · g6 білий король · e5 чорний пішак · g5 білий кінь · h5 чорний пішак · e4 білий ферзь · h4 білий слон · b1 чорний слон | b8 білий кінь · e8 чорна тура · f8 чорний слон · e7 чорний король · f7 білий слон · g7 чорний кінь · b6 чорна тура · d6 біла тура · g6 білий король · e5 чорний пішак · g5 білий кінь · h5 чорний пішак · e4 білий ферзь · h4 білий слон · b1 чорний слон | b8 білий кінь · e8 чорна тура · f8 чорний слон · e7 чорний король · f7 білий слон · g7 чорний кінь · b6 чорна тура · d6 біла тура · g6 білий король · e5 чорний пішак · g5 білий кінь · h5 чорний пішак · e4 білий ферзь · h4 білий слон · b1 чорний слон | b8 білий кінь · e8 чорна тура · f8 чорний слон · e7 чорний король · f7 білий слон · g7 чорний кінь · b6 чорна тура · d6 біла тура · g6 білий король · e5 чорний пішак · g5 білий кінь · h5 чорний пішак · e4 білий ферзь · h4 білий слон · b1 чорний слон | 6 |
| 5 | b8 білий кінь · e8 чорна тура · f8 чорний слон · e7 чорний король · f7 білий слон · g7 чорний кінь · b6 чорна тура · d6 біла тура · g6 білий король · e5 чорний пішак · g5 білий кінь · h5 чорний пішак · e4 білий ферзь · h4 білий слон · b1 чорний слон | b8 білий кінь · e8 чорна тура · f8 чорний слон · e7 чорний король · f7 білий слон · g7 чорний кінь · b6 чорна тура · d6 біла тура · g6 білий король · e5 чорний пішак · g5 білий кінь · h5 чорний пішак · e4 білий ферзь · h4 білий слон · b1 чорний слон | b8 білий кінь · e8 чорна тура · f8 чорний слон · e7 чорний король · f7 білий слон · g7 чорний кінь · b6 чорна тура · d6 біла тура · g6 білий король · e5 чорний пішак · g5 білий кінь · h5 чорний пішак · e4 білий ферзь · h4 білий слон · b1 чорний слон | b8 білий кінь · e8 чорна тура · f8 чорний слон · e7 чорний король · f7 білий слон · g7 чорний кінь · b6 чорна тура · d6 біла тура · g6 білий король · e5 чорний пішак · g5 білий кінь · h5 чорний пішак · e4 білий ферзь · h4 білий слон · b1 чорний слон | b8 білий кінь · e8 чорна тура · f8 чорний слон · e7 чорний король · f7 білий слон · g7 чорний кінь · b6 чорна тура · d6 біла тура · g6 білий король · e5 чорний пішак · g5 білий кінь · h5 чорний пішак · e4 білий ферзь · h4 білий слон · b1 чорний слон | b8 білий кінь · e8 чорна тура · f8 чорний слон · e7 чорний король · f7 білий слон · g7 чорний кінь · b6 чорна тура · d6 біла тура · g6 білий король · e5 чорний пішак · g5 білий кінь · h5 чорний пішак · e4 білий ферзь · h4 білий слон · b1 чорний слон | b8 білий кінь · e8 чорна тура · f8 чорний слон · e7 чорний король · f7 білий слон · g7 чорний кінь · b6 чорна тура · d6 біла тура · g6 білий король · e5 чорний пішак · g5 білий кінь · h5 чорний пішак · e4 білий ферзь · h4 білий слон · b1 чорний слон | b8 білий кінь · e8 чорна тура · f8 чорний слон · e7 чорний король · f7 білий слон · g7 чорний кінь · b6 чорна тура · d6 біла тура · g6 білий король · e5 чорний пішак · g5 білий кінь · h5 чорний пішак · e4 білий ферзь · h4 білий слон · b1 чорний слон | 5 |
| 4 | b8 білий кінь · e8 чорна тура · f8 чорний слон · e7 чорний король · f7 білий слон · g7 чорний кінь · b6 чорна тура · d6 біла тура · g6 білий король · e5 чорний пішак · g5 білий кінь · h5 чорний пішак · e4 білий ферзь · h4 білий слон · b1 чорний слон | b8 білий кінь · e8 чорна тура · f8 чорний слон · e7 чорний король · f7 білий слон · g7 чорний кінь · b6 чорна тура · d6 біла тура · g6 білий король · e5 чорний пішак · g5 білий кінь · h5 чорний пішак · e4 білий ферзь · h4 білий слон · b1 чорний слон | b8 білий кінь · e8 чорна тура · f8 чорний слон · e7 чорний король · f7 білий слон · g7 чорний кінь · b6 чорна тура · d6 біла тура · g6 білий король · e5 чорний пішак · g5 білий кінь · h5 чорний пішак · e4 білий ферзь · h4 білий слон · b1 чорний слон | b8 білий кінь · e8 чорна тура · f8 чорний слон · e7 чорний король · f7 білий слон · g7 чорний кінь · b6 чорна тура · d6 біла тура · g6 білий король · e5 чорний пішак · g5 білий кінь · h5 чорний пішак · e4 білий ферзь · h4 білий слон · b1 чорний слон | b8 білий кінь · e8 чорна тура · f8 чорний слон · e7 чорний король · f7 білий слон · g7 чорний кінь · b6 чорна тура · d6 біла тура · g6 білий король · e5 чорний пішак · g5 білий кінь · h5 чорний пішак · e4 білий ферзь · h4 білий слон · b1 чорний слон | b8 білий кінь · e8 чорна тура · f8 чорний слон · e7 чорний король · f7 білий слон · g7 чорний кінь · b6 чорна тура · d6 біла тура · g6 білий король · e5 чорний пішак · g5 білий кінь · h5 чорний пішак · e4 білий ферзь · h4 білий слон · b1 чорний слон | b8 білий кінь · e8 чорна тура · f8 чорний слон · e7 чорний король · f7 білий слон · g7 чорний кінь · b6 чорна тура · d6 біла тура · g6 білий король · e5 чорний пішак · g5 білий кінь · h5 чорний пішак · e4 білий ферзь · h4 білий слон · b1 чорний слон | b8 білий кінь · e8 чорна тура · f8 чорний слон · e7 чорний король · f7 білий слон · g7 чорний кінь · b6 чорна тура · d6 біла тура · g6 білий король · e5 чорний пішак · g5 білий кінь · h5 чорний пішак · e4 білий ферзь · h4 білий слон · b1 чорний слон | 4 |
| 3 | b8 білий кінь · e8 чорна тура · f8 чорний слон · e7 чорний король · f7 білий слон · g7 чорний кінь · b6 чорна тура · d6 біла тура · g6 білий король · e5 чорний пішак · g5 білий кінь · h5 чорний пішак · e4 білий ферзь · h4 білий слон · b1 чорний слон | b8 білий кінь · e8 чорна тура · f8 чорний слон · e7 чорний король · f7 білий слон · g7 чорний кінь · b6 чорна тура · d6 біла тура · g6 білий король · e5 чорний пішак · g5 білий кінь · h5 чорний пішак · e4 білий ферзь · h4 білий слон · b1 чорний слон | b8 білий кінь · e8 чорна тура · f8 чорний слон · e7 чорний король · f7 білий слон · g7 чорний кінь · b6 чорна тура · d6 біла тура · g6 білий король · e5 чорний пішак · g5 білий кінь · h5 чорний пішак · e4 білий ферзь · h4 білий слон · b1 чорний слон | b8 білий кінь · e8 чорна тура · f8 чорний слон · e7 чорний король · f7 білий слон · g7 чорний кінь · b6 чорна тура · d6 біла тура · g6 білий король · e5 чорний пішак · g5 білий кінь · h5 чорний пішак · e4 білий ферзь · h4 білий слон · b1 чорний слон | b8 білий кінь · e8 чорна тура · f8 чорний слон · e7 чорний король · f7 білий слон · g7 чорний кінь · b6 чорна тура · d6 біла тура · g6 білий король · e5 чорний пішак · g5 білий кінь · h5 чорний пішак · e4 білий ферзь · h4 білий слон · b1 чорний слон | b8 білий кінь · e8 чорна тура · f8 чорний слон · e7 чорний король · f7 білий слон · g7 чорний кінь · b6 чорна тура · d6 біла тура · g6 білий король · e5 чорний пішак · g5 білий кінь · h5 чорний пішак · e4 білий ферзь · h4 білий слон · b1 чорний слон | b8 білий кінь · e8 чорна тура · f8 чорний слон · e7 чорний король · f7 білий слон · g7 чорний кінь · b6 чорна тура · d6 біла тура · g6 білий король · e5 чорний пішак · g5 білий кінь · h5 чорний пішак · e4 білий ферзь · h4 білий слон · b1 чорний слон | b8 білий кінь · e8 чорна тура · f8 чорний слон · e7 чорний король · f7 білий слон · g7 чорний кінь · b6 чорна тура · d6 біла тура · g6 білий король · e5 чорний пішак · g5 білий кінь · h5 чорний пішак · e4 білий ферзь · h4 білий слон · b1 чорний слон | 3 |
| 2 | b8 білий кінь · e8 чорна тура · f8 чорний слон · e7 чорний король · f7 білий слон · g7 чорний кінь · b6 чорна тура · d6 біла тура · g6 білий король · e5 чорний пішак · g5 білий кінь · h5 чорний пішак · e4 білий ферзь · h4 білий слон · b1 чорний слон | b8 білий кінь · e8 чорна тура · f8 чорний слон · e7 чорний король · f7 білий слон · g7 чорний кінь · b6 чорна тура · d6 біла тура · g6 білий король · e5 чорний пішак · g5 білий кінь · h5 чорний пішак · e4 білий ферзь · h4 білий слон · b1 чорний слон | b8 білий кінь · e8 чорна тура · f8 чорний слон · e7 чорний король · f7 білий слон · g7 чорний кінь · b6 чорна тура · d6 біла тура · g6 білий король · e5 чорний пішак · g5 білий кінь · h5 чорний пішак · e4 білий ферзь · h4 білий слон · b1 чорний слон | b8 білий кінь · e8 чорна тура · f8 чорний слон · e7 чорний король · f7 білий слон · g7 чорний кінь · b6 чорна тура · d6 біла тура · g6 білий король · e5 чорний пішак · g5 білий кінь · h5 чорний пішак · e4 білий ферзь · h4 білий слон · b1 чорний слон | b8 білий кінь · e8 чорна тура · f8 чорний слон · e7 чорний король · f7 білий слон · g7 чорний кінь · b6 чорна тура · d6 біла тура · g6 білий король · e5 чорний пішак · g5 білий кінь · h5 чорний пішак · e4 білий ферзь · h4 білий слон · b1 чорний слон | b8 білий кінь · e8 чорна тура · f8 чорний слон · e7 чорний король · f7 білий слон · g7 чорний кінь · b6 чорна тура · d6 біла тура · g6 білий король · e5 чорний пішак · g5 білий кінь · h5 чорний пішак · e4 білий ферзь · h4 білий слон · b1 чорний слон | b8 білий кінь · e8 чорна тура · f8 чорний слон · e7 чорний король · f7 білий слон · g7 чорний кінь · b6 чорна тура · d6 біла тура · g6 білий король · e5 чорний пішак · g5 білий кінь · h5 чорний пішак · e4 білий ферзь · h4 білий слон · b1 чорний слон | b8 білий кінь · e8 чорна тура · f8 чорний слон · e7 чорний король · f7 білий слон · g7 чорний кінь · b6 чорна тура · d6 біла тура · g6 білий король · e5 чорний пішак · g5 білий кінь · h5 чорний пішак · e4 білий ферзь · h4 білий слон · b1 чорний слон | 2 |
| 1 | b8 білий кінь · e8 чорна тура · f8 чорний слон · e7 чорний король · f7 білий слон · g7 чорний кінь · b6 чорна тура · d6 біла тура · g6 білий король · e5 чорний пішак · g5 білий кінь · h5 чорний пішак · e4 білий ферзь · h4 білий слон · b1 чорний слон | b8 білий кінь · e8 чорна тура · f8 чорний слон · e7 чорний король · f7 білий слон · g7 чорний кінь · b6 чорна тура · d6 біла тура · g6 білий король · e5 чорний пішак · g5 білий кінь · h5 чорний пішак · e4 білий ферзь · h4 білий слон · b1 чорний слон | b8 білий кінь · e8 чорна тура · f8 чорний слон · e7 чорний король · f7 білий слон · g7 чорний кінь · b6 чорна тура · d6 біла тура · g6 білий король · e5 чорний пішак · g5 білий кінь · h5 чорний пішак · e4 білий ферзь · h4 білий слон · b1 чорний слон | b8 білий кінь · e8 чорна тура · f8 чорний слон · e7 чорний король · f7 білий слон · g7 чорний кінь · b6 чорна тура · d6 біла тура · g6 білий король · e5 чорний пішак · g5 білий кінь · h5 чорний пішак · e4 білий ферзь · h4 білий слон · b1 чорний слон | b8 білий кінь · e8 чорна тура · f8 чорний слон · e7 чорний король · f7 білий слон · g7 чорний кінь · b6 чорна тура · d6 біла тура · g6 білий король · e5 чорний пішак · g5 білий кінь · h5 чорний пішак · e4 білий ферзь · h4 білий слон · b1 чорний слон | b8 білий кінь · e8 чорна тура · f8 чорний слон · e7 чорний король · f7 білий слон · g7 чорний кінь · b6 чорна тура · d6 біла тура · g6 білий король · e5 чорний пішак · g5 білий кінь · h5 чорний пішак · e4 білий ферзь · h4 білий слон · b1 чорний слон | b8 білий кінь · e8 чорна тура · f8 чорний слон · e7 чорний король · f7 білий слон · g7 чорний кінь · b6 чорна тура · d6 біла тура · g6 білий король · e5 чорний пішак · g5 білий кінь · h5 чорний пішак · e4 білий ферзь · h4 білий слон · b1 чорний слон | b8 білий кінь · e8 чорна тура · f8 чорний слон · e7 чорний король · f7 білий слон · g7 чорний кінь · b6 чорна тура · d6 біла тура · g6 білий король · e5 чорний пішак · g5 білий кінь · h5 чорний пішак · e4 білий ферзь · h4 білий слон · b1 чорний слон | 1 |
|   | a | b | c | d | e | f | g | h |   |

1. Dc2! ~ 2. Se4#
1. ... L:c2+ 2. Se4#
1. ... T:d6+ 2. Se6#
1. ... Se6    2. Td7#
1. ... Sf5    2. Dc7#
Перша тематична пара варіантів — взяття із шахом білих зв'язаних тематичних фігур, друга тематична пара — розв'язування цих тематичних фігур.  